# 악트
악트(AKT)는 패트릭(본명 김동석)과 노미네이트(본명 최준혁)으로 이루어진 대한민국의 힙합듀오이다. 블랙뮤직 레이블인 코스트비트 사운드에 소속되어있으며, 2013년에 데뷔 EP앨범인 《Guess What》을 발매했다. 2014년 8월 멤버 '패트릭'의 탈퇴로 공식해체하였다.